# Крутість прохідної характеристики у допороговій зоні

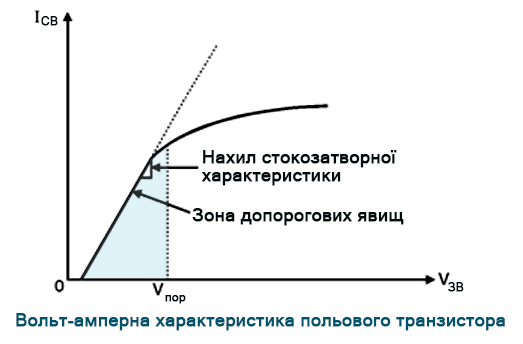
Вольт-амперна характеристика допорогової зони транзистора

Крутість стокозатворної (прохідної) характеристики у допороговій зоні (англ. Subthreshold slope) є специфічною характеристикою вольт-амперної залежності польового МДН транзистора (англ. MOSFET).
У моделі MOSFET передбачалося, що струм протікає через канал транзистора лише тоді, коли напруга затвор-витік перевищує певне порогове значення {\displaystyle V_{3B}>V_{\mbox{пор}}}. Насправді струм тече навіть тоді, коли {\displaystyle V_{3B}} нижче порогової напруги, але він на порядок слабший, ніж струми при сильній інверсії. Інверсійний шар, який спостерігається при сильній інверсії, у цьому випадку ледь видно, і цей режим також можна назвати слабкою інверсією. Тобто, підпорогова зона — це зона {\displaystyle V_{3B}<V_{\mbox{пор}}}
У підпороговій зоні струм витоку {\displaystyle I_{CB}}, хоч і контролюється затвором, веде себе подібно до струму діода у прямому включенні — експоненційно зростає. Тому графік залежності струму витоку від напруги затвора при сталій напрузі стоку-витоку буде демонструвати приблизно лінійну залежність. Її нахил — це і є крутість прохідної характеристики.
Крутість прохідної характеристики у допороговій зоні є зворотньою функцією допорогового розмаху (англ. Subthreshold swing)   Ss-th, яке зазвичай визначається як:
{\displaystyle S_{s-th}=\ln(10){kT \over q}(1+{C_{d} \over C_{ox}})}
{\displaystyle C_{d}} — ємність збідненого шару;
{\displaystyle C_{ox}} — ємність ізольованого затвора (gate-oxide capacitance);
{\displaystyle {kT \over q}} — термальна напруга;
Мінімум цієї функції можна знайти, наблизивши {\displaystyle \textstyle {C_{d}}\rightarrow 0} та / або {\displaystyle \textstyle {C_{ox}}\rightarrow \infty }, як результат отримаємо {\displaystyle S_{s-th,\min }=\ln(10){kT \over q}} (термоіонна межа) 60 мВ/декаду при кімнатній температурі (300 К). Типове експериментальне значення для масштабованого MOSFET при кімнатній температурі становить ~ 70 мВ/дек, незначно деградуючи завдяки короткоканальним ефектам.
Дек (декада) відповідає 10-кратному збільшення струму стоку {\displaystyle I_{CB}}.
Пристрій, що має крутішу прохідну характеристику, демонструє більш швидкий перехід між вимкненим (струмом незначний) та відкритим станом.